# 19-й цикл сонячної активності
19-й цикл сонячної активності — дев'ятнадцятий сонячний цикл, рахуючи від 1755 року, коли розпочався систематичний моніторинг кількості сонячних плям. Цикл тривав 10,5 років від квітня 1954 року до жовтня 1964 року. Міжнародний геофізичний рік припав на пік цього циклу.
Максимальне протягом цього сонячного циклу значення числа Вольфа для кількості сонячних плям спостерігалося у березні 1958 року і становило 285,0 (найвища кількість за всю історію спостережень), а початковий мінімум числа Вольфа становив 5,1.
У мінімумі сонячної активності під час переходу від 19-го до 20-го циклу сонячної активності було загалом 227 днів без сонячних плям. Це був найнижчий показник від 1850 року.

## Екстремальні події
Геомагнітна буря в лютому 1956 року перешкодила радіозв'язку та спричинила пошуки британського підводного човна «Ашерон» після втрати радіозв'язку з ним.
Інтенсивне червоне полярне сяйво налякало людей у Європі 11 лютого 1958 року. Його було видно з багатьох міст США аж до 40-ї. Ця геомагнітна буря спричинила проблеми радіозв'язку над Північною Америкою.
Над Нью-Йорком полярне сяйво було видно 13 листопада 1960 року та 1 жовтня 1961 року.